# Liste der Baudenkmäler in Langenpreising

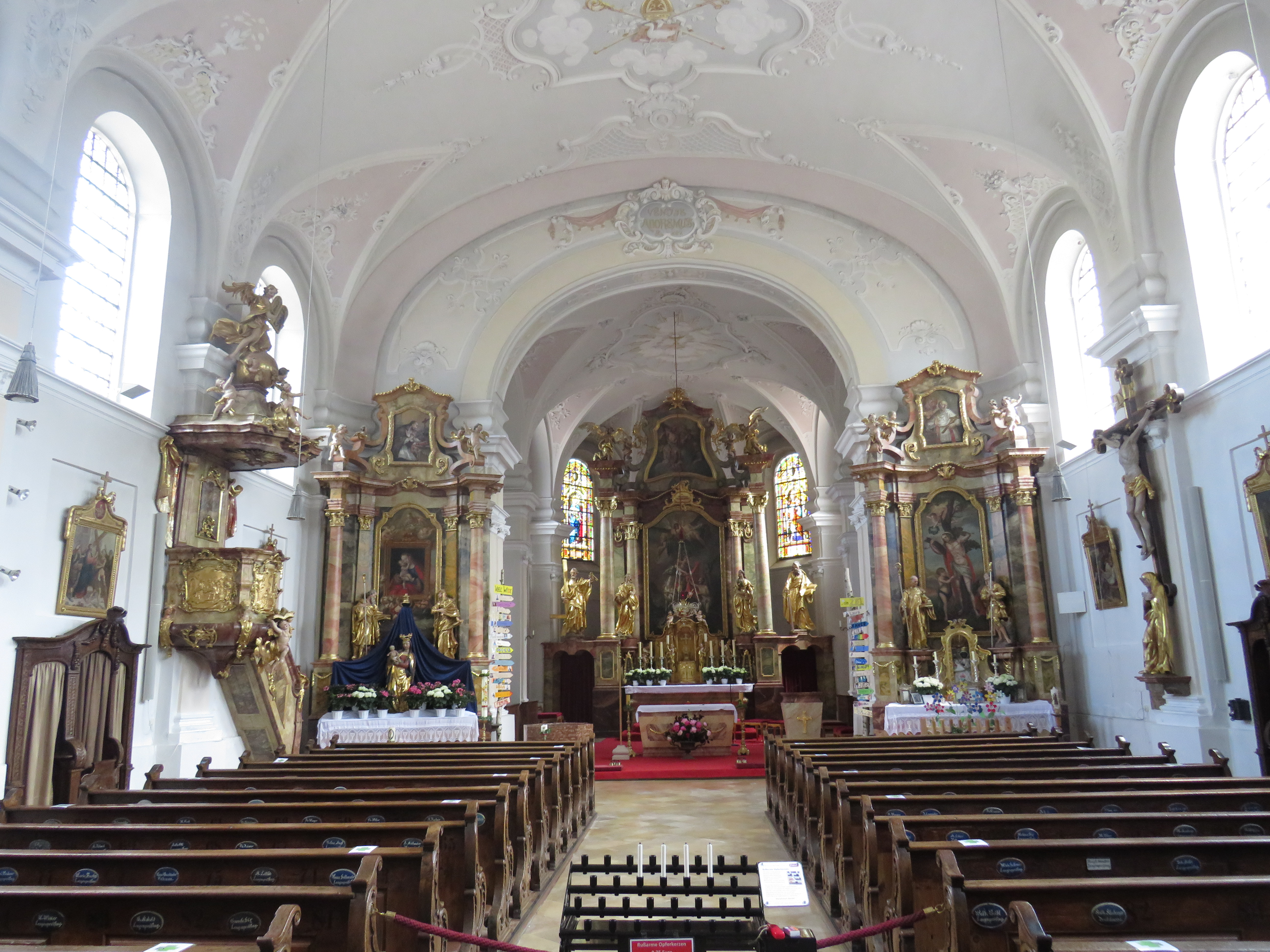
Innenraum von St. Martin in Langenpreising

Auf dieser Seite sind die Baudenkmäler in der oberbayerischen Gemeinde Langenpreising zusammengestellt. Diese Tabelle ist eine Teilliste der Liste der Baudenkmäler in Bayern. Grundlage ist die Bayerische Denkmalliste, die auf Basis des Bayerischen Denkmalschutzgesetzes vom 1. Oktober 1973 erstmals erstellt wurde und seither durch das Bayerische Landesamt für Denkmalpflege geführt wird. Die folgenden Angaben ersetzen nicht die rechtsverbindliche Auskunft der Denkmalschutzbehörde.

## Baudenkmäler nach Ortsteilen

### Langenpreising
| Lage                        | Objekt                             | Beschreibung | Akten-Nr.     | Bild                              |
| --------------------------- | ---------------------------------- | --- | ------------- | --------------------------------- |
| Herzogstraße 18 (Standort)  | Katholische Kapelle St. Petrus     | kleiner Saalbau mit Zwiebelturm, erste Hälfte 17. Jahrhundert; mit Ausstattung                                                              | D-1-77-126-2  | Katholische Kapelle St. Petrus    |
| Pfarrgasse 5 (Standort)     | Katholisches Pfarrhaus             | zweigeschossiger freistehender Walmdachbau, nach Plänen des Architekten Gustav Vorherr erbaut, 1812.                                        | D-1-77-126-11 | Katholisches Pfarrhaus            |
| Preysingstraße 1 (Standort) | Ehemaliges Gasthaus zum Unterwirt  | langgestreckter zweigeschossiger Satteldachbau mit rundbogigen Erdgeschossfenstern und angeschlossenem Ökonomieteil, Mitte 19. Jahrhundert. | D-1-77-126-3  | Ehemaliges Gasthaus zum Unterwirt |
| Prisostraße 3 (Standort)    | Katholische Pfarrkirche St. Martin | Saalbau mit Zwiebelturm, eingezogenem Chor, im Kern spätgotisch, Langhaus und Turm 1770 von Johann Baptist Lethner; mit Ausstattung         | D-1-77-126-1  | weitere Bilder                    |

### Hinterholzhausen
| Lage                          | Objekt                                 | Beschreibung | Akten-Nr.    | Bild           |
| ----------------------------- | -------------------------------------- | --- | ------------ | -------------- |
| Hinterholzhausen 3 (Standort) | Katholische Filialkirche Kreuzerhöhung | Saalbau mit eingezogenem halbrundem Chor, Frühwerk von Johann Baptist Lethner, 1753, neugotischer Westturm mit Spitzhelm, 1875; mit Ausstattung | D-1-77-126-5 | weitere Bilder |

### Zustorf
| Lage                                   | Objekt                                      | Beschreibung | Akten-Nr.     | Bild                                        |
| -------------------------------------- | ------------------------------------------- | --- | ------------- | ------------------------------------------- |
| Kirchenweg 7 (Standort)                | Katholische Filialkirche St. Stephan        | ziegelsichtiger Saalbau mit polygonalem eingezogenem Chor und spätromanischem Turmunterbau der zweiten Hälfte des 13. Jahrhunderts, bez. 1510; mit Ausstattung | D-1-77-126-6  | weitere Bilder                              |
| Untere Römerstraße 14a, 14b (Standort) | Kleinbauernhaus                             | erdgeschossig mit Satteldach und Gred, erste Hälfte 19. Jahrhundert.                                                                                           | D-1-77-126-8  | Kleinbauernhaus                             |
| Untere Römerstraße 16 (Standort)       | Wohnteil eines ehemaligen Kleinbauernhauses | erdgeschossig mit Satteldach und Gred, erste Hälfte 19. Jahrhundert.                                                                                           | D-1-77-126-10 | Wohnteil eines ehemaligen Kleinbauernhauses |